# 波多尔高地

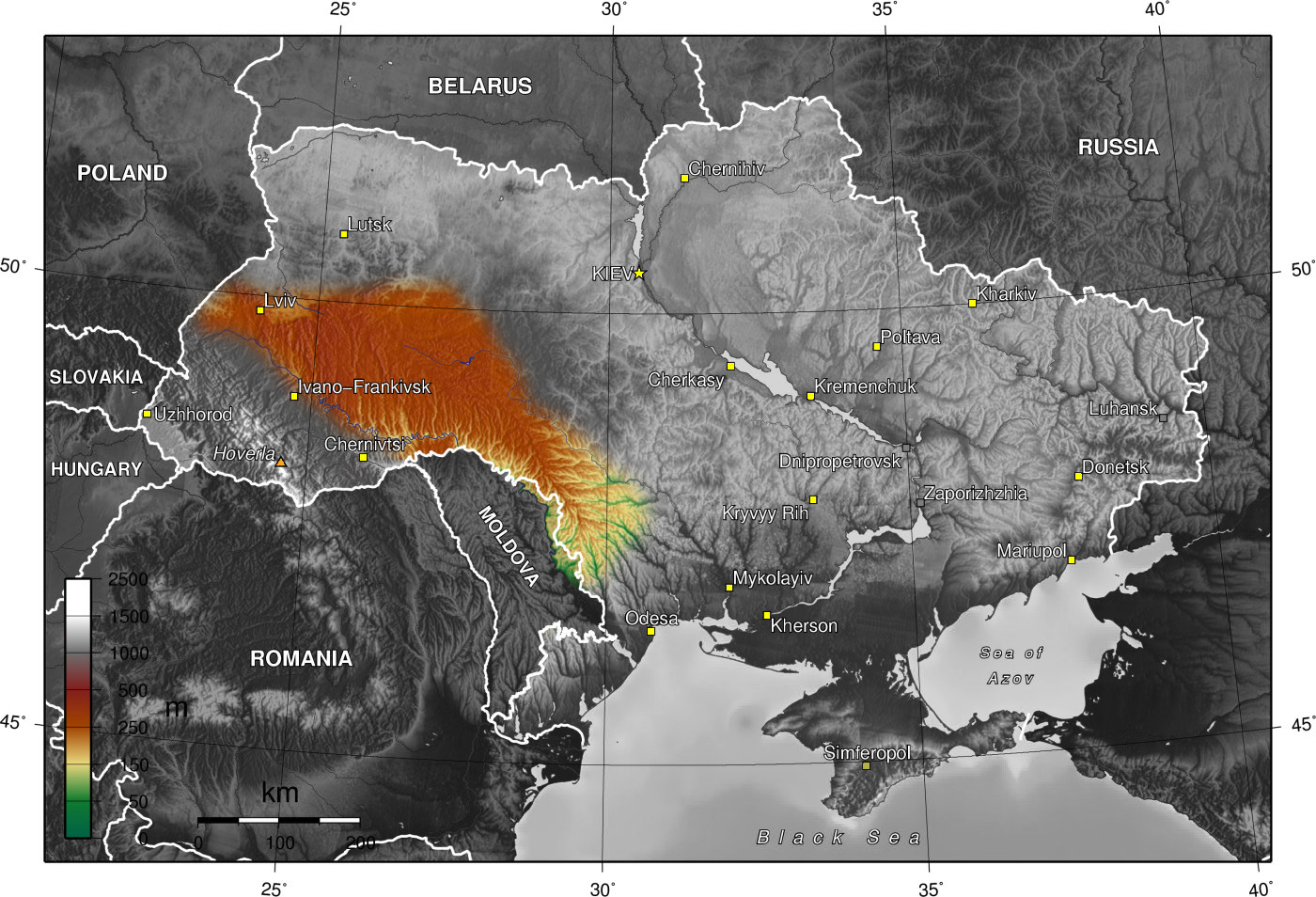

波多尔高地（羅馬化：Podilska vysochyna）是烏克蘭的高地，位於該國西南部德涅斯特河左岸，屬於東歐平原的一部分，由敖德薩州負責管轄，最高點海拔高度474米，捷爾諾波爾處於該高地。